# Yanmar Stadion
Yanmar Stadion es un estadio de fútbol en la ciudad neerlandesa de Almere, Provincia de Flevoland. Es la sede del club de fútbol Almere City FC, que se llamó FC Omniworld hasta la temporada 2010/11. Con 4.501 asientos, el estadio de Almere es uno de los estadios más pequeños del fútbol profesional neerlandés. Fue construido en 2005, con una capacidad de 3.000 espectadores.
En enero de 2020 el club incremento la capacidad del recinto a 4.501 plazas. La tribuna ofrece pasajes cubiertos que llevan al edificio principal del club, así como a las nuevas oficinas del club que se completaron en la primavera de 2020.
Además, el estadio se utilizó para jugar al fútbol americano.